# Martin Weinrich (Mundartdichter)
Martin Weinrich (* 21. Mai 1865 in Uder; † 15. August 1925 in Heilbad Heiligenstadt) war ein deutscher Lehrer und Autor.

## Leben
Martin Weinrich wurde als Sohn eines Zimmermanns in Uder geboren. Er besuchte in Heiligenstadt im Eichsfeld von 1880 bis 1885 die Präparandie und das Lehrerseminar. 1885 bis 1892 wirkte er als Junglehrer in Dingelstädt, 1892 bis 1918 in der Diaspora zu Magdeburg-Neustadt, wo er besonders in sozialen und karitativen Aufgaben tätig war. Er widmete sich vor allem den Arbeitern und ihren Kindern und war Vormund für viele Waisenkinder. Wegen eines Nerven- und Herzleidens musste er 1918 den Schuldienst verlassen und in den Ruhestand gehen. Er wählte einen Wohnsitz in Heiligenstadt und setzte dort seine karitative Arbeit fort. Er war auch Vorstandsmitglied im Verein für eichsfeldische Heimatkunde. Da Weinrich sehr an der Heimat hing, schrieb er als Lehrer gelegentlich Verse in Eichsfelder Mundart. Nach seiner Übersiedlung nach Heiligenstadt wurde er von Freunden gedrängt, Eichsfelder Geschichten in mundartliche Reime zu bringen und in der Eichsfeldia zu veröffentlichen. Sie wurden von ihm schließlich gesammelt und in Buchform herausgegeben. Seine Grabstätte befindet sich in Heiligenstadt auf dem alten Friedhof oberhalb des Kurparks.
Der Heimatverein in Uder ist nach Weinrich benannt. In Heiligenstadt trägt ein Weg seinen Namen. Am 30. Oktober 2016 wurde in Uder eine vom Künstler Heimo Ertl geschaffene Bronzebüste von Martin Weinrich enthüllt.

## Schriften
- Därre Hozel un driege Quitschen. Cordier, Heiligenstadt 1922, DNB 36303529X.
- Wänn’s mant wohr äs. Cordier, Heiligenstadt 1924, OCLC 72789762.
- Korn un Sprie, Spaß muß si. Herausgegeben von Karl Löffelholz. Cordier, Heiligenstadt 1928, OCLC 72383058.
- Festgabe zum 125. Geburtstag. Kassette mit Reprints der obigen drei Schriften. Eichsfelddruck, Heiligenstadt 1990, DNB 551855304.